# Talara grisea
Talara grisea là một loài bướm đêm thuộc phân họ Arctiinae, họ Erebidae.